# Ильинская церковь (Нарочь)

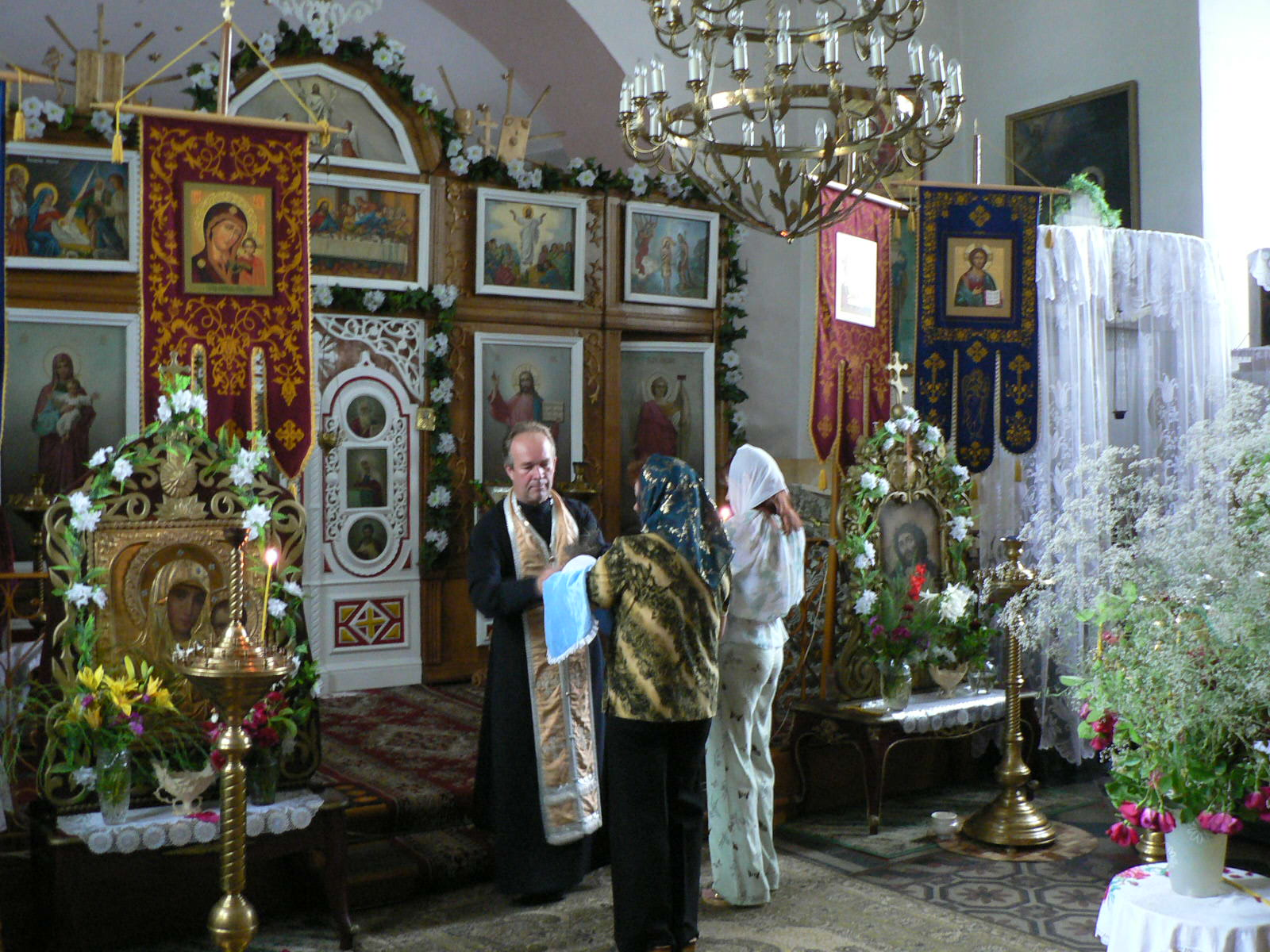
Интерьер церкви

Ильинская церковь — памятник архитектуры XIX века в деревне Нарочи (Кобыльник) Мядельского района Минской области Беларуси, построенный из бутового камня в ретроспективном стиле.

## Версии возникновения прихода
Центр Кобыльникского прихода в середине XIX века первоначально находился в погосте Сосново, что располагался возле озера Мядель.
В настоящее время существуют 2 различные версии появления церкви в д. Сосново. По версии нарочанского краеведа И. П. Древницкого, после подавления восстания 1830—1831 годов, царскими властями был упразднён католический приход в Шеметово, а здание деревянного костела был передан униатам. Униаты разобрали костел и перевезли в Сосново.
По мнению другого краеведа Ч. Каспаревского, после разгрома восстания униатам был передан костел, что располагался на острове Замок озера Мядель. Чеслав Каспаревский в свою очередь ссылается на воспоминания рыбака из деревни Черевки Семена Зарецкого (1887 г.р.), записанные им в 1970 году. Согласно этим воспоминаниям, дед С. Зарецкого рассказывал, что на насыпной горе острова Замок существовал деревянный костел. В 1842 году «латинский» костел разобрали и перевезли в соседнюю деревню Сосново, на перешеек полуострова Перечета (позднее закрепилось название «Поповский нанос»). Приходская церковь была освящена в честь Св. Георгия.
Исследование первоисточников, подтверждает наличие на острове Замок православной церкви. Согласно сведениям из радзивилловского «Инвентаря Мядельской, Заворночской и Склениковской волостей Вилейского повета» (3 августа 1584 года), на острове озера Мядель находилась единственная в «волости Мядельского двора» русская церковь, что означает «православная». Волость состояла из следующих сел: «Охабни», «Кропивна», «Кузьмийское», «Старомейское». Имению принадлежали также озера: Мядель, половина Мястро и часть Нарочи.
Согласно воспоминаниям жителя Мяделя Адольфа Ивановича Клечко, которые печатались на страницах районной газеты «Нарачанская зара», при Польше половиной острова Замок владел его отец — Ян Петрович. У Адольфа Клечко сохранился план острова, составленный Казимиром Блажиевичем в 1924 году. Общая площадь острова составляла 12 гектаров 840 квадратных метров. Располагался остров в Мядельской гмине Дуниловичского повета Виленского воеводства. Во времена его детства (10-12 лет), на остров приезжала делегация, которая на замковой горе провела богослужение.

## Свято-Георгиевская церковь в Сосново
Метрическая книга за 1832 год Сосновской униатской церкви (погост Кобыльникской волости) хранится в Национальном историческом архиве Беларуси.
В 1867 году приходским священником Сосновской Георгиевской церкви в Свенцянском уезде был Викентий Станкевич.
Согласно сведениям «Литовских епархиальных ведомостей» от 18 апреля 1876 года: «в с. Соснове, или Кобыльниках» действовал приход Георгиевской православной церкви (1 настоятель и 1 псаломщик). Приход охватывал следующие села и застенки: Сосново, Струголапы, Скары (в тексте — Скорово), Черевки, Зеленки, Краски, Бедунки, Логвино, Бреские, Середы, Симоны, Воронцы, Голубеньки, Лыжичи, Плетяши, Шимки, Пищи, Лещинские, Шикрама (?), Слуки, Репяхи, Пасошки, Чучелицы, Свиряны, Лоплица, Теляки, Никольцы, Пасынки и Подрезы.
30 июня 1877 года на вакантное место настоятеля Сосновской церкви Свенцянского повета был назначен учитель Датновского приходского училища Ковенского повета Матвей Клопский (приступил к исполнению обязанностей 14 ноября 1877 года).
По состоянию на 17 сентября 1878 года приход Сосновской церкви насчитывал 1624 душ обоего пола.
29 октября 1879 года Матвей Клопский был включён в состав совета Свенцянского благочиния.

В книге Федора Покровского «Археологическая карта Виленской губернии» (Вильно, 1893) упоминается Сосновская церковь:
«По свидетельству фундушевой записи 1543 г. и народному преданию, на расстоянии одной версты от Сосновской церкви, на о-ве оз. Мядельского, существовал когда-то замок князей Радзивиллов, от которого никаких следов теперь не осталось».
В 1881 году, после освящения церкви в Кобыльнике, Сосновская церковь стала приписной.
9 марта 1881 года священник Сосновской церкви в Свенцянском уезде Матвей Клопский был перемещён на вакантное место Ижанской церкви Вилейского уезда. 18 марта 1902 года, согласно собственному прошению Матвей Клопский был освобождён от должности помощника Вилейского благочинного.
10 апреля 1881 года вакантное место настоятеля Сосновской церкви Свенцянского уезда было предоставлено псаломщику Верстокской церкви Симону Бегалловичу. Однако уже 17 августа 1881 г. вакантное место при Сосновской церкви было предоставлено учителю народного училища Капитону Троицкому. 20 сентября 1881 г. Капитон Троицкий был рукоположён во священники к Сосновской церкви Свенцянского уезда.
В 1886 году священником Сосновской церкви был Александр Анкирский.

Во время Первой мировой войны деревня Сосново оказалась на линии российско-немецкого фронта. Церковь вместе с деревней были уничтожены. «Армейский вестник» Юго-Западного фронта сообщал в 1915 году следующее:
«Боевые эпизоды. В ночь на 11-е октября наши разведывательные части атаковали немецкую заставу севернее деревни Соснов, где немцы, в числе сорока человек, занимали песчаную косу озера Мядзиол. В жаркой штыковой схватке немцы были опрокинуты; наши молодцы, захватив пять пленных, укрепились в захваченных у немцев окопах»
На польской «Карте Литвы и Руси», изданной в Варшаве в 1919 году, автором которой является Я. М. Бажевич (pszez J.M.Bazewicza), Сосново располагалось на южном берегу озера Мядель.

## Свято-Ильинская церковь в Кобыльнике

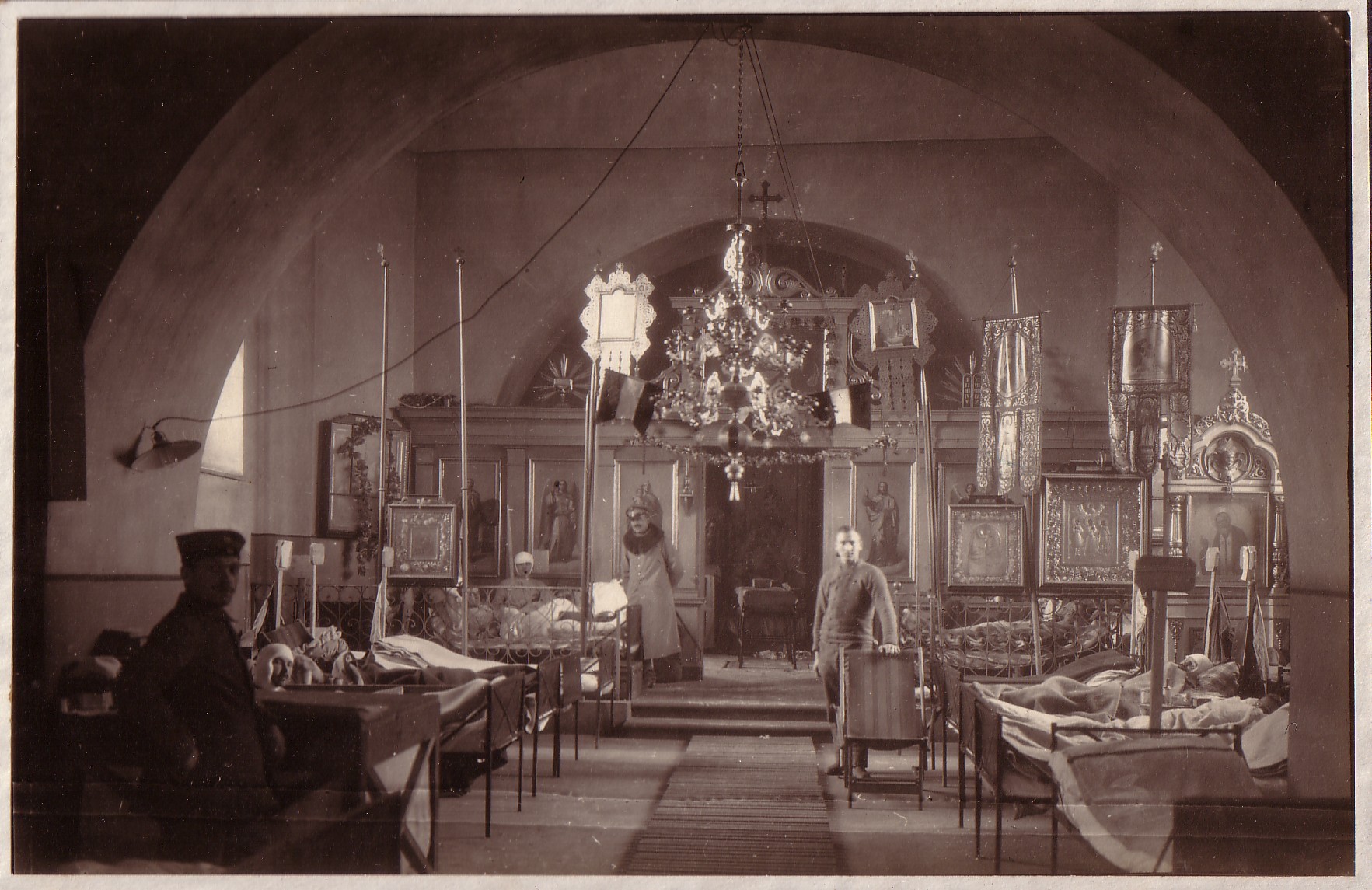
Немецкий госпиталь в Свято-Ильинской церкви в Кобыльнике. Фото 1915—1918 гг.

В 1866 году, во время ревизии Сосновской церкви, преосвященным Иосафатом было обращено внимание на необходимость постройки новой церкви в местечке Кобыльники, которое являлось волостным центром.
В 1875 году в Кобыльнике, населённом преимущественно католиками, была проведена торжественная закладка углового камня в фундамент новой церкви. Государство выведелило значительную часть средств на строительство храма. Местный помещик Свентаржицкий подарил участок земли под храм.
В 1880 году строительство было завершено.
25 октября 1881 года «освящена новопостроенная каменная церковь в м. Кобыльниках, Сосновского прихода, Свенцянского уезда».
В 1884 году стараниями священника Александра Анкирского церковь была приведена в образцовый порядок.

В 1893 году в книге «Статистическое описание православных приходов Литовской епархии» даётся следующее описание православного прихода:
«Кобылницкий (или Сосновский). Церковь утварью достаточна. Псаломщик получает дополнительного жалования 24 р. Причтовые постройки имеются и застрахованы на церковный счет. Земли при сей церкви не имеется. Есть приписная Сосновская церковь, настолько ветхая, что заслуживает упразднения. Земли при ней значится по документам 3 уволоки и, кроме того, есть 2 острова на Мядельском озере, но без измерения. На том же озере, между островами, фундаторами предоставлено причту право свободной ловли рыбы. Кроме того, есть ещё церковная земля в деревне Никольцах, в количестве 3 уволок, от которой помещиком отрезано 45 д. земли. При сей церкви также имеются причтовые домав со всеми хозяйственными постройками, хотя, впрочем, ветхие. Дворов 274. Прихожан муж. пола 1056 и женского 1123».
«Литовские епархиальные ведомости» от 6 сентября 1896 года содержат корреспонденцию про награждение псаломщика Кобыльникской церкви:
«Высочайшие награды. Государь Император, по всеподданнейшему докладу Синодального Обер-Прокурора, согласно определению Св. Синода, Всемилостивейше соизволил, 16 сего сентября на награждение псаломщика Кобыльникской Свято-Ильинской церкви, Свентянского уезда, Виленской губ. золотой медалью, с надписью „за усердие“ для ношения на шее на Аннинской ленте».
28 марта 1897 года прихожанам Кобыльникской церкви Свенцянского уезда было передано архиепастырское благословение за пожертвования на ремонт храма 360 рублей, в также местной жительнице М. С. Скребницкой за жертвование 205 рублей, протоиерею И. И. Сергиеву (160 руб), купчихе из Санкт-Петербурга Змеевой за 50 руб., б.народному учителю Ясинскому (25 руб), приставу Тыминскому (10 руб.), уряднику Киянину (15 руб.) и землевладельцу Семену Апполинарьевичу Красовскому, который пожертвовал металлические хоругви в церковь, ценой более 200 рублей, и который за собственные средства исправил крышу на церковной ограде.
«Литовские епархиальные ведомости» от 6 июня 1897 года сообщали, что Кобыльникская церковь относилась к Свенцянскому благочинию Литовской епархии.
Согласно резолюции № 3650 от 24 октября 1897 года архиепископа Литовского и Виленского Иеронима, учителем Кобыльникской церковно-приходской школы Свенцянского повета был назначен местный священник Александр Анкирский.
17 сентября 1902 года священник Кобыльникской церкви Аристарх Билев был назначен помощником благочинного. В 1913 года священником церкви по-прежнему являлся А. Билев.
В годы Первой мировой войны, Кобыльник находился под оккупацией кайзеровской Германии. В церкви размещался немецкий лазарет.

Про бесчинство немцев в церкви во время Свенцянского прорыва в сентябре 1915 года рассказывается в книге «Наши враги: Обзор действий Чрезвычайной Следственной Комиссии. — Т.2: с 1 января по 1 июля 1916 года»:
«76) В сентябре 1915 года, во время боев под Вильной, германцы устроили перевязочный пункт в местечке Кобылицы в православном храме. Находившийся на этом пункте раненый рядовой Александр Ермолаев видел, как германские солдаты снимали со стен храма деревянные иконы и кололи их на дрова. Германские солдаты отбирали у местных жителей все, что попадало под руки».
В 1918 году храм был значительно повреждён от пожара.
В Национальном историческом архиве Беларуси хранятся метрические книги Кобыльникской церкви о рождении, браке и смерти за 1920—1924 гг. и за 1926—1938 гг.
Согласно воспоминаниям уроженки Кобыльника Зоси Дергач священниками Свято-Ильинской церкви со времен Польши и до советской перестройки были следующие персоны: Савицкий Владимир, Ботян Пётр (в 1942 года был арестован гестапо и замучен в Вилейке), Лапицкий Александр (памятник возле церкви), Иванов Александр, Дубяго Николай.
Известно, что у Александра Лапицкого (1889—1946) и Анастасии из рода Жабинских со Сморгони была большая семья: Вадим Лапицкий (23.02.1915 — 1988, Гижицка, Польша), Игорь Лапицкий (род. в 1921 и умер в 6-летнем возрасте), Олег Лапицкий (26.12.1922, Косута — 05.10.1979, Топар, Казахстан), который осенью 1944 года учился в Виленской духовной семинарии, дочь Ольга (род. в 1923 году, Косута), Ростислав Лапицкий (01.09.1928 г., Косута — 20.07.1950 г., Вилейка). Зимой 1947—1948 гг. вдова Анастасия вместе с сыном Ростиславом была принудительна выселена из Кобыльника, так как дом был нужен для заселения нового участкового. Семья перебралась в Некасецк и стала проживать в доме, принадлежащем причту Троицкой церкви.
В 1960-е храм был закрыт.

## Возрождение церкви
4 декабря 1988 года первую службу провёл иерей Георгий Иванович Митько. Возрождению храма оказали содействие руководители местных организаций и предприятий А.И, Кулак и В. А. Шабович. Старание и самоотверженное служение церкви было проявлено со стороны С. В. Булавко.
Митрополит Минский и Слуцкий Филарет, Партиарший Экзарх всея Беларуси, наградил о. Георгия наперстным крестом.
В 1993 году во время праздника Вознесения Господня, Филарет вновь посетил Нарочь и рукоположил в иереи — Петра Евдокимовича Богуцкого, в дьяконы — Анатолия Ивановича Митько.
В 2000 году при церкви действовало 2 группы воскресной школы для 30 детей.